# Trisignis helferi
Trisignis helferi är en skalbaggsart som beskrevs av Park och Schuster 1955. Trisignis helferi ingår i släktet Trisignis och familjen kortvingar. Inga underarter finns listade i Catalogue of Life.